# Baasa
Baasa (... – 886 a.C.) è stato un sovrano israelita, terzo re del Regno di Israele.
Salì al trono dopo aver ucciso re Nadab, suo predecessore, nel 909 a.C., durante il terzo anno del regno di Asa di Giuda. Prima di diventare re di Israele, Baasa era un capitano al comando di re Nadab.
Nel corso dei suoi 23 anni di regno, Baasa (in ebraico בַּעְשָׁא) si scontrò con Asa (אָסָ֗א), re di Giuda, in una guerra nella quale aveva come alleato il principato arameo di Aram Damascus. Cercò di bloccare i commerci del Regno di Giuda fortificando la città di Ramah, situata a nord di Gerusalemme. Al termine di questa guerra, Baasa fu costretto a ritirarsi da Ramah.
Regnò fino alla sua morte, nell'886 a.C..